# Marie-Anne Pierrette Lavoisier
Marie-Anne Pierette Paulze, även känd som Madame Lavoisier, född 20 januari 1758 i Montbrison i det nuvarande departementet Loire, död 10 februari 1836 i Paris, var en fransk kemist. Hon var gift med kemisten Antoine Lavoisier. Marie-Anne Pierrette Paulze var själv aktiv inom makens forskning; hon agerade laboratorieassistent, medarbetare samt sekreterare och bidrog till hans arbete.

## Biografi
Marie-Anne Pierette Paulze var dotter till Jacques Paulze, advokat och finansiär och ledare för Ferme Générale, vilken hade kungligt privilegium att ta ut vissa skatter, och Claudine Thoynet Paulze; då modern dog år 1761 placerades hon i en klosterskola. År 1771 mottog hon ett frieri från greve d'Amerval. Hon var tretton år och d'Amerval tre gånger så gammal, men då fadern försökte förhindra äktenskapet hotades han med avsked från Ferme Générale. Han förhindrade då äktenskapet genom att övertala en av sina kolleger, Antoine Lavoisier, att gifta sig med henne; de gifte sig den 16 december 1771. Lavoisier blev år 1775 utnämnd till administratör för den franska krutarsenalen, där han snart påbörjade sitt arbete genom att utföra experiment i kemi. Marie-Anne Lavoisier blev hans assistent i laboratoriet och undervisades i kemi av makens kolleger Jean-Baptiste Bucquet och Philippe Gingembre. Majoriteten av Antoine Lavoisiers forskning utfördes i realiteten i ett gemensamt samarbete med makan.
Marie-Anne Lavoisier förde anteckningar över experimenten och ritade diagrammen; hon utförde även ritningar över experimenten vilka gjorde parets forskning förståeliga för andra. Hon rättade även hans rapporter. Hon är bland annat känd som aktiv deltagare i hans experiment över mänsklig syreupptagning. Paret anses ha byggt upp kemins forskning, som härstammade från alkemin och under denna tid påverkades starkt av Georg Stahls flogistonteori. Hon översatte verk på engelska och latin till franska och gjorde det därmed möjligt för maken att använda det inom forskningen. Ett av de verk hon översatte var Richard Kirwans Essay on Phlogiston and the Constitution of Acids; hon översatte även verk av Joseph Priestley och Henry Cavendish. Lavoisier använde hennes översättningar i sitt arbete och litade till dem för att hålla sig à jour med tidens vetenskap: det var med hjälp av hennes översättning som han övertygades om felaktigheten i flogistonteorin och påbörjade den forskning som ledde till upptäckten av syret.
Marie-Anne Lavoisier gjorde även en viktig insats i publikationen Lavoisier’s Elementary Treatise on Chemistry (1789), vilken var revolutionerande inom kemin där den presenterade bevarandet av massa, en lista över elementen och ett nytt system inom kemin. Hon bidrog med illustrationer och katalogisering av experimenten.
Under franska revolutionen år 1793 arresterades både hennes make och far på grund av sin aktivitet inom Ferme Générale. Hon försvarade maken och arbetade för hans frigivning: hon besökte bland annat åklagaren Antoine Dupin och framhöll makens framstående forskning och betydelse för Frankrike. Trots hennes försök blev dock maken dömd för förräderi och avrättad 8 maj 1794. Även fadern avrättades samma dag. På avrättningen följde konfiskation av makens egendom, inklusive hans anteckningar och forskningsmateriel. Trots detta fastställde hon och skrev Mémoires de Chimie, en sammanställning av hans forskning inom värme, bildandet av vätskor, tryck, luft, syror och vattnets sammansättning. Det uppskattas att denna publikation bevarade Lavoisiers resultat för eftervärlden.
Marie-Anne Lavoisier gifte år 1804 om sig med den amerikanske fysikern Benjamin Thompson, greve Rumford. Detta äktenskap blev dock stormigt och paret separerade snart. Hon behöll sin första makes efternamn resten av sitt liv.